# Вюльберн, Артур
Артур Вюльберн (нем. Arthur Wülbern; 22 марта 1869, Альтона — 31 мая 1926) — известный немецкий филателист, филателистический дилер и эксперт из Гамбурга в конце XIX — начале XX веков.

## Вклад в филателию
Вюльберн был филателистическим дилером в Гамбурге (Германия). Являлся филателистическим экспертом по почтовым маркам Гельголанда, автором множества книг по филателии.
В качестве эксперта Артур Вюльберн использовал псевдоним «E. Berger».

## Избранные труды
Среди написанных А. Вюльберном книг можно упомянуть следующие:
- Die Postwertzeichen Helgolands, 1892. (нем.) [Знаки почтовой оплаты Гельголанда.]
- Originale und Neudrucke von Helgoland, 1906. (нем.) [Оригиналы и новоделы Гельголанда.][≡]
- Illustrierter Preis-Katalog der Telegraphen-Stempelmarken Deutscher Staaten und Kolonien. (нем.) [Иллюстрированный каталог-прейскурант телеграфных и гербовых марок германских государств и колоний.]

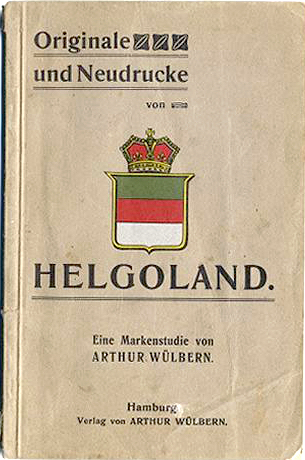